# River Ember
Der River Ember ist ein Seitenarm des River Mole in Surrey, England. Er trennt sich an der südöstlichen Ecke des Island Barn Reservoir vom Hauptfluss und fließt im Osten des Stausees, während der Hauptfluss im Westen und Norden fließt. Er vereinigt sich südlich des Bahnhofs Hampton Court Station in Moseley wieder mit dem River Mole, der kurz danach in die Themse mündet. 
Historisch mündete der River Mole weiter flussaufwärts in die Themse und der River Ember hatte an seine eigene Mündung im Bereich der heutigen Mündung, doch in den 1930er Jahren wurde die Mündung beim Bau der Hampton Court Bridge zusammengelegt.